# ビハインド・ザ・カーブ -地球平面説-
『ビハインド・ザ・カーブ -地球平面説-』（ビハインド・ザ・カーブ ちきゅうへいめんせつ、Behind the Curve）は、アメリカ合衆国における地球平面説の信者たちをとらえた2018年のドキュメンタリー映画である。監督はダニエル・J・クラークが務め、2018年11月15日にアメリカ合衆国で劇場公開された後、2019年2月よりNetflixでの配信が開始された。
ドキュメンタリーでは著名な地球平面協会員であるマーク・サージェント、ネイサン・トンプソン、パトリシア・スティアらに加え、UCLAやカリフォルニア工科大学の天体物理学者など様々な視点から地球平面説の検証が行われる。また2017年にノースカロライナ州で開催され、数百人が出席した地球平面国際会議の映像も使われている。

## 内容
『ビハインド・ザ・カーブ』は地球平面説の支持者であり、コミュニティの活動員であるマーク・サージェントの動向が中心となって進行する。サージェントは地球平面説の自分なりの解釈、擁護者としての自身の役割、そして自身が投稿するYouTubeビデオとポッドキャストについて説明する。他に取り上げられる平面説信者にはポッドキャスト『ホットポテト』の配信者であるパトリシア・スティアやYouTubeチャンネル「地球バスターズ」の配信者であるジェラン・カンパネルラとクネーデルなどがいる。
宇宙飛行士のスコット・ケリーを含む科学界の専門家たちは地球平面説に対する彼らの見解と、陰謀論に対する現在の科学的見解と社会における批判的思考の欠如の起こり得る結果について論じるためにインタビューされる。
映画を通して地球平面説の支持者たちは自身の理論を証明するための実験的なアプローチについて語る。また2017年にノースカロライナ州ローリーで開催され、映画で取り上げられた人々も参加した地球平面国際会議の様子も映し出される。

## 公開
2018年4月30日にカナダ・トロントのホットドック・カナダ国際ドキュメンタリー祭でプレミアが行われ、以後世界各国の映画祭で上映された。

## 評価
Rotten Tomatoesでは9件のレビューで支持率は89%となっている。